# Günther Prien
Günther Prien (Osterfeld, Sajonia-Anhalt, 16 de enero de 1908- presumiblemente 7 de marzo de 1941) fue un capitán de corbeta alemán, «as» de la flota de submarinos U-boot durante la primera parte de la Segunda Guerra Mundial y primer comandante de sumergible en ganar la Cruz de Caballero de la Cruz de Hierro. Bajo el comando de Prien, el submarino U 47 torpedeó y hundió alrededor de 30 barcos aliados con un tonelaje total de 200 000 t de arqueo. Su acción más famosa fue el hundimiento del acorazado británico HMS Royal Oak en la madrugada del 13 al 14 de octubre de 1939 en el fondeadero de Scapa Flow, en las islas Orcadas.

## Biografía
Nacido en Osterfeld (Alemania) el 16 de enero de 1908, en 1923, con 15 años, ingresó en la academia naval de Hamburgo, donde se graduó en náutica, comenzando seguidamente a trabajar en la marina mercante. Las prácticas navales las había realizado en un buque escuela de vela, el Hamburg. 
En 1929 superó el examen de piloto naval y tres años después obtenía el preciado diploma de capitán de buque. Con los años de la Gran Depresión, tuvo que abandonar la marina mercante, ingresando en enero de 1931 en la Reichsmarine como simple marinero, sirviendo durante un año en el crucero ligero Königsberg. 
En marzo de 1933 fue ascendido a alférez de fragata y en el mes de octubre de 1935 fue transferido a la nueva fuerza submarina (U-Bootwaffe). 
El 1 de enero de 1937 es promovido al empleo de alférez de navío (Oberleutnant zur See) mientras servía en el U 26 al mando del comandante Hartmann, el mismo sumergible que patrullaría las aguas españolas durante la guerra civil española en el año 1938.

## Comando delU 47
El 17 de diciembre de 1938 tomó el mando del U 47, un submarino del tipo VII B, y el 1 de febrero de 1939 es ascendido a teniente de navío (Kapitänleutnant). El 25 de septiembre de 1939 recibió la Cruz de Hierro de 2.ª Clase, una de las más preciadas condecoraciones.

### Operación Especial P: el hundimiento delRoyal Oaken Scapa Flow
El comandante de submarinos de la Kriegsmarine Karl Dönitz diseñó un plan para atacar con submarinos en Scapa Flow en los primeros días de la guerra. El objetivo sería doble: en primer lugar, alejar la Home Fleet inglesa de Scapa Flow permitiría aflojar el bloqueo marítimo británico en el Mar del Norte y así facilitar a los buques alemanes atacar los convoyes del Atlántico; en segundo lugar sería un acto simbólico de venganza en el mismo lugar en que fue echada a pique la rendida Flota de Alta Mar alemana el 21 de junio de 1919, tras la Primera Guerra Mundial. Dönitz eligió al teniente Günther Prien para la arriesgada incursión, que fue programada para la noche del 13 al 14 de octubre de 1939, cuando la marea sería alta y no habría luna. Dönitz se sirvió de fotografías de alta calidad tomadas durante un reciente reconocimiento aéreo, que revelaban las debilidades de las defensas y la abundancia de objetivos. Dirigió a Prien para que entrara en Scapa Flow desde el este a través del estrecho Kirk, pasando al norte de Lamb Holm, una pequeña isleta entre las islas Burray y Mainland. 
Inicialmente Prien confundió el más sureño estrecho Skerry como la ruta correcta, y la súbita comprensión de que el U 47 se dirigía a un paso bajo bloqueado le obligó a virar con rapidez al noreste. En la superficie, iluminado por el brillo de la aurora boreal, el submarino pasó entre los barcos hundidos para bloqueo Seriano y Numidian, enredándose momentáneamente en unos cables del Seriano. Fue iluminado por los faros de un taxi, pero su conductor no dio alarma. A las 00:27 del 14 de octubre, Prien había conseguido infiltrarse en el puerto correcto y anotó un triunfal Wir sind in Scapa Flow!!! (¡¡¡Estamos en Scapa Flow!!!) en su cuaderno de bitácora. Fijó rumbo suroeste durante algunos kilómetros antes de invertir su dirección. Para su sorpresa, el fondeadero aparecía casi vacío, pues desconocía la orden del almirante Charles Forbes para que los buques se dispersaran por puertos más seguros. El U 47 se había dirigido hacia cuatro buques de guerra, incluyendo el recientemente comisionado crucero ligero Belfast, anclado en alta mar a 4 millas náuticas de las islas Flotta y Hoy, pero Prien al parecer no se percató de su presencia.

Mapa que detalla la infiltración del U-47 en Scapa Flow.

En la dirección opuesta, un vigía en el puente del submarino divisó al Royal Oak a unos 4 km al norte, correctamente identificado como un navío clase Revenge. Parcialmente escondido tras él había una segunda nave, pero solo su proa era visible desde el U 47. Prien lo confundió con un crucero de batalla clase Renown, y luego la inteligencia alemana lo etiquetó como HMS Repulse. En realidad se trataba del portahidroaviones HMS Pegasus.
A las 00:58 el U 47 disparó una salva de tres torpedos. Dos erraron el objetivo, pero el otro impactó en la proa del Royal Oak, sacudiendo el acorazado y despertando a su tripulación. Recibió pocos daños visibles, aunque el ancla de estribor se rompió y repiqueteó ruidosamente. Inicialmente se sospechó que se había producido una explosión en el almacén de inflamables de proa, usado para materiales como el queroseno. Conscientes de la explosión inexplicable que había hundido el HMS Vanguard en Scapa Flow en 1917, se hizo un anuncio por la megafonía del Royal Oak para revisar la temperatura del almacén. Muchos marineros volvieron a sus hamacas, inconscientes de que el acorazado estaba siendo atacado.
Prien hizo dar la vuelta al submarino y disparó un cuarto torpedo, pero también se perdió. Recargó los tubos de proa y disparó una nueva salva de tres torpedos, todos contra el Royal Oak. Y esta vez tuvo éxito: todos impactaron en el centro del buque en rápida sucesión y detonaron. Las explosiones destrozaron la cubierta blindada y causaron el corte de la energía eléctrica. El almacén comenzó a arder y una bola de fuego se expandió rápidamente por todos los espacios internos del buque. El Royal Oak enseguida se escoró 15°, suficientes para sumergir los ojos de buey de estribor. Pronto escoró 45° sobre un lateral, permaneciendo así varios minutos antes de hundirse para siempre a la 01:29, sólo 13 minutos después del segundo ataque de Prien. 833 tripulantes murieron, incluido el contralmirante Henry Blagrove, comandante de la Segunda División de Acorazados. Entre los fallecidos había más de un centenar de jóvenes marineros que no habían cumplido 18 años, la mayor pérdida en una sola acción en la historia de la Marina Real.
Prien fue apodado "El toro de Scapa Flow", y su tripulación decoró la torreta del U 47 con una mascota de toro bufando, símbolo que acabaría siendo el de toda la 7ª Flotilla de U-boot. El capitán fue requerido para entrevistas de radio y prensa, y su "autobiografía" fue publicada al año siguiente con el título de Mein Weg nach Scapa Flow (Mi camino a Scapa Flow). El libro, obra de un escritor fantasma que se dedicaba al periodismo en Alemania, fue puesto en duda en los años de la posguerra por la discutible veracidad de los hechos de octubre de 1939 que narraba.
En los meses que siguieron, el capitán Prien demostró que su acción no había sido fruto de la suerte, convirtiéndose en uno de los mejores comandantes de submarino de la Kriegsmarine. En su sexta patrulla en el Atlántico hundió ocho barcos con un total de 51 483 toneladas. 
Prien fue un comandante muy osado, descubriendo el primero los convoyes aliados antes que sus camaradas, a los que seguía mientras informaba de su posición para dirigir a otros sumergibles antes del ataque. 
Debido a su valía militar y propagandística, el almirante Karl Dönitz sugirió a Prien que debía abandonar el frente y dedicarse a instruir a las nuevas dotaciones, pero le respondió negativamente, permaneciendo siempre en primera línea de combate. Durante la décima patrulla que efectuó desde la base francesa de St. Nazaire, atacó al convoy OB-290 (el 20 de febrero de 1941), hundiendo cuatro barcos con un total de 16.310 toneladas.

### Final
El 1 de marzo de 1941, mientras se encontraba navegando por el océano Atlántico, fue ascendido a capitán de corbeta. Radió su último mensaje el 7 de marzo antes de ser dado como desaparecido en combate.
Respecto al hundimiento del U 47 hay dos versiones: una (la que se acepta como hecho histórico) que supone que en la noche del 7 de marzo de 1941, el destructor británico HMS Wolverine lo hundió con cargas de profundidad mientras atacaba a un convoy en superficie y se vio obligado a sumergirse. 
La otra versión afirma que el destructor británico HMS Wolverine en realidad estuvo atacando al submarino UA de Eckermann, que debió retirarse con daños serios, y especula que el propio U 47 de Prien fue alcanzado por uno de sus torpedos al fallar el sistema de guía y navegar aquel en círculos. 
Fuese de una forma o de la otra, el U 47 dejó de transmitir, llevándose al fondo del océano a Prien y a sus 45 tripulantes. Se cree que el submarino yace en 60°0′0″N 19°0′0″O / 60.00000, -19.00000
Günther Prien realizó 12 singladuras (10 de ellas patrullas de guerra), totalizando 225 días de mar y hundiendo 31 buques que sumaban 191.919 toneladas, además de dañar otros 8 con 62.751 toneladas. Su mayor éxito fue hundir el acorazado británico HMS Royal Oak, de 29.150 toneladas dentro de la base de Scapa Flow.

## Hoja de servicio durante la Segunda Guerra Mundial[17]

### Mandos
| Submarino | Desde                   | Hasta              | Patrullas | Días de mar |
| --------- | ----------------------- | ------------------ | --------- | ----------- |
| U-47      | 17 de diciembre de 1938 | 7 de marzo de 1941 | 10        | 238         |

### Rangos durante la Segunda Guerra Mundial
| Empleo               |                        | F. de ascenso        |
| -------------------- | ---------------------- | -------------------- |
| Offiziersanwärter    |                        | 16 de enero de 1933  |
| Fänhrich zur See     | Guardiamarina          | 1 de marzo de 1933   |
| Oberfähnrich zur See | Guardiamarina veterano | 1 de enero de 1935   |
| Leutnant zur See     | Alférez de fragata     | 1 de abril de 1935   |
| Oberleutnant zur See | Alférez de navío       | 1 de enero de 1937   |
| Kapitänleutnant      | Teniente de navío      | 1 de febrero de 1939 |
| Korvettenkapitän     | Capitán de corbeta     | 1 de marzo de 1941   |

### Condecoraciones durante la Segunda Guerra Mundial
| Condecoración                          | F. de concesión          |
| -------------------------------------- | ------------------------ |
| Cruz de hierro de 2.ª clase            | 25 de septiembre de 1939 |
| Cruz de hierro de 1.ª clase            | 17 de octubre de 1939    |
| Cruz de Caballero de la Cruz de Hierro | 18 de octubre de 1939    |
| Cruz de Caballero con Hojas de Roble   | 20 de octubre de 1940    |

## Lista de barcos atacados[17]
| Fecha                    | Barco                  | Nacionalidad | Tonelaje/Desplazamiento | Destino                                      | Convoy |
| ------------------------ | ---------------------- | ------------ | ----------------------- | -------------------------------------------- | ------ |
| 5 de septiembre de 1939  | SS Bosnia              | Británico    | 2.407                   | Hundido en 45°29′N 09°45′O / 45.483, -9.750  |        |
| 6 de septiembre de 1939  | SS Rio Claro           | Británico    | 4.086                   | Hundido en 46°30′N 12°00′O / 46.500, -12.000 |        |
| 7 de septiembre de 1939  | SS Gartavon            | Británico    | 1.777                   | Hundido en 47°04′N 11°32′O / 47.067, -11.533 |        |
| 14 de octubre de 1939    | HMS Royal Oak          | Británico    | 29.150                  | Hundido en 58°55′N 02°59′O / 58.917, -2.983  |        |
| 5 de diciembre de 1939   | SS Navasota            | Británico    | 8.795                   | Hundido en 50°43′N 10°16′O / 50.717, -10.267 | OB-46  |
| 6 de diciembre de 1939   | MV Britta              | Noruego      | 6.214                   | Hundido en 49°19′N 05°35′O / 49.317, -5.583  |        |
| 7 de diciembre de 1939   | MV Tajandoen           | Neerlandés   | 8.159                   | Hundido en 49°09′N 04°51′O / 49.150, -4.850  |        |
| 25 de marzo de 1940      | SS Britta              | Danés        | 1.146                   | Hundido en 60°00′N 04°19′O / 60.000, -4.317  |        |
| 14 de junio de 1940      | SS Balmoralwood        | Británico    | 5.834                   | Hundido en 50°19′N 10°28′O / 50.317, -10.467 | HX-47  |
| 21 de junio de 1940      | SS San Fernando        | Británico    | 13.056                  | Hundido en 50°20′N 10°24′O / 50.333, -10.400 | HX-49  |
| 24 de junio de 1940      | SS Cathrine            | Panameño     | 1.885                   | Hundido en 50°08′N 14°00′O / 50.133, -14.000 |        |
| 27 de junio de 1940      | SS Lenda               | Noruego      | 4.005                   | Hundido en 50°12′N 13°18′O / 50.200, -13.300 |        |
| 27 de junio de 1940      | SS Leticia             | Neerlandés   | 2.580                   | Hundido en 50°11′N 13°15′O / 50.183, -13.250 |        |
| 29 de junio de 1940      | SS Empire Toucan       | Británico    | 4.127                   | Hundido en 49°20′N 13°52′O / 49.333, -13.867 |        |
| 30 de junio de 1940      | SS Georgios Kyriakides | Griego       | 4.201                   | Hundido en 50°25′N 14°33′O / 50.417, -14.550 |        |
| 2 de julio de 1940       | SS Arandora Star       | Británico    | 15.501                  | Hundido en 55°20′N 10°33′O / 55.333, -10.550 |        |
| 2 de septiembre de 1940  | SS Ville de Mons       | Belga        | 7.463                   | Hundido en 58°20′N 12°00′O / 58.333, -12.000 |        |
| 4 de septiembre de 1940  | SS Titan               | Británico    | 9.035                   | Hundido en 58°14′N 15°50′O / 58.233, -15.833 | OA-207 |
| 7 de septiembre de 1940  | SS Neptunian           | Británico    | 5.155                   | Hundido en 58°27′N 17°17′O / 58.450, -17.283 | SC-2   |
| 7 de septiembre de 1940  | SS José de Larrinaga   | Británico    | 5.303                   | Hundido en 58°30′N 16°10′O / 58.500, -16.167 | SC-2   |
| 7 de septiembre de 1940  | SS Gro                 | Noruego      | 4.211                   | Hundido en 58°30′N 16°10′O / 58.500, -16.167 | SC-2   |
| 9 de septiembre de 1940  | SS Possidon            | Griego       | 3.840                   | Hundido en 56°43′N 09°16′O / 56.717, -9.267  | SC-2   |
| 21 de septiembre de 1940 | SS Elmbank             | Británico    | 5.156                   | Dañado en 55°20′N 22°30′O / 55.333, -22.500  | HX-72  |
| 19 de octubre de 1940    | SM Uganda              | Británico    | 4.966                   | Hundido en 56°35′N 17°15′O / 56.583, -17.250 | HX-79  |
| 19 de octubre de 1940    | MV Shirak              | Belga        | 6.023                   | Dañado en 57°00′N 16°53′O / 57.000, -16.883  | HX-79  |
| 19 de octubre de 1940    | SS Wandby              | Británico    | 4.947                   | Hundido en 56°45′N 17°07′O / 56.750, -17.117 | HX-79  |
| 20 de octubre de 1940    | SS La Estancia         | Británico    | 5.185                   | Hundido en 57°N 17°O / 57, -17               | HX-79  |
| 20 de octubre de 1940    | SS Whitford Point      | Británico    | 5.026                   | Hundido en 56°38′N 16°00′O / 56.633, -16.000 | HX-79  |
| 20 de octubre de 1940    | MV Athelmonarch        | Británico    | 8.995                   | Dañado en 56°45′N 15°58′O / 56.750, -15.967  | HX-79  |
| 8 de noviembre de 1940   | MV Gonçalo Velho       | Portugués    | 1.595                   | Dañado en 52°30′N 17°30′O / 52.500, -17.500  |        |
| 2 de diciembre de 1940   | SS Ville d'Arlon       | Belga        | 7.555                   | Hundido en 55°00′N 18°30′O / 55.000, -18.500 | HX-90  |
| 2 de diciembre de 1940   | MV Conch               | Británico    | 8.376                   | Dañado en 55°40′N 19°00′O / 55.667, -19.000  | HX-90  |
| 2 de diciembre de 1940   | MV Dunsley             | Británico    | 3.862                   | Dañado en 54°41′N 18°41′O / 54.683, -18.683  | HX-90  |
| 26 de febrero de 1941    | SS Kasongo             | Belga        | 5.254                   | Hundido en 55°50′N 14°20′O / 55.833, -14.333 | OB-290 |
| 26 de febrero de 1941    | MV Diala               | Británico    | 8.106                   | Dañado en 55°50′N 14°00′O / 55.833, -14.000  | OB-290 |
| 26 de febrero de 1941    | MV Rydboholm           | Sueco        | 3.197                   | Hundido en 55°32′N 14°24′O / 55.533, -14.400 | OB-290 |
| 26 de febrero de 1941    | MV Borgland            | Noruego      | 3.636                   | Hundido en 55°45′N 14°29′O / 55.750, -14.483 | OB-290 |
| 28 de febrero de 1941    | SS Holmlea             | Británico    | 4.233                   | Hundido en 54°24′N 17°25′O / 54.400, -17.417 | HX-109 |
| 7 de marzo de 1941       | MV Terje Viken         | Británico    | 20.638                  | Dañado en 60°00′N 12°50′O / 60.000, -12.833  | OB-293 |
|                          | Hundidos (31)          |              | 191.919                 |                                              |        |
|                          | Dañados (8)            |              | 62.751                  |                                              |        |

## Cinematografía
En 1958 se rueda la producción alemana U 47 Comandante Prien (U 47 - Kapitänleutnant Prien) dirigida por Harald Reinl, sobre la operación de Scapa Flow; en dicha producción colaboró la Armada Española al contar entre sus unidades con el submarino G-7, el auténtico ex U-573, un modelo VIIC similar al empleado en aquella misión.